# Anicolor/Tien 21
Anicolor/Tien 21 er et cykelhold fra Portugal. Siden 2005 har det kørt som et UCI kontinentalhold. Det blev etableret i 2000.

## Holdet

### 2024
| Trup 2024                              | Trup 2024          | Trup 2024                                   | Trup 2024 |
| Rytter                                 | Fødselsdag         | Seneste hold                                |           |
| -------------------------------------- | ------------------ | ------------------------------------------- | --------- |
| Gabriel Baptista                       | 28. april 2005     |                                             |           |
| Mathias Bregnhøj                       | 11. november 1995  | Leopard TOGT Pro Cycling (2023)             |           |
| André Carvalho                         | 31. oktober 1997   | Cofidis (2023)                              |           |
| Duarte Domingues                       | 29. februar 2004   |                                             |           |
| Frederico Figueiredo                   | 25. maj 1991       | Atum General-Tavira-Maria Nova Hotel (2020) |           |
| Guillermo García Janeiro               | 24. december 1999  | Rádio Popular-Paredes-Boavista (2023)       |           |
| Luís Mendonça                          | 16. januar 1986    | Rádio Popular-Boavista (2019)               |           |
| Mauricio Moreira                       | 18. juli 1995      | Caja Rural-Seguros RGA (2019)               |           |
| Oscar Moscardo                         | 2. juni 1998       |                                             |           |
| Artjom Nytj                            | 21. marts 1995     | Gazprom-RusVelo (2022)                      |           |
| Oliver Rees                            | 16. marts 2001     | Trinity Racing (2023)                       |           |
| Rafael Reis                            | 15. juli 1992      | Feirense (2020)                             |           |
| Tiago Silva                            | 13. maj 2005       |                                             |           |
| José Sousa                             | 16. juli 1999      | Kelly-Simoldes-UDO (2023)                   |           |
| Antwan Tolhoek (1. jan.–7. feb., note) | 29. april 1994     | Lidl-Trek (2023)                            |           |
| Julius Johansen (1. mar.–31. dec.)     | 13. september 1999 | Intermarché-Circus-Wanty (2023)             |           |
|                                        |                    |                                             |           |
| Kilde: ProCyclingStats                 |                    |                                             |           |

note: Antwan Tolhoek, suspenderet af UCI for brug af doping

### 2023
| Trup 2023                | Trup 2023        | Trup 2023                                   | Trup 2023 |
| Rytter                   | Fødselsdag       | Seneste hold                                |           |
| ------------------------ | ---------------- | ------------------------------------------- | --------- |
| Fabio Costa              | 4. juli 1999     | Kelly-Simoldes-UDO (2020)                   |           |
| Duarte Domingues         | 29. februar 2004 |                                             |           |
| Julian Madrigal Espinoza | 1. juni 2001     |                                             |           |
| Frederico Figueiredo     | 25. maj 1991     | Atum General-Tavira-Maria Nova Hotel (2020) |           |
| Sergio García González   | 11. juni 1999    | Eolo-Kometa (2022)                          |           |
| Luís Mendonça            | 16. januar 1986  | Rádio Popular-Boavista (2019)               |           |
| Mauricio Moreira         | 18. juli 1995    | Caja Rural-Seguros RGA (2019)               |           |
| Artjom Nytj              | 21. marts 1995   | Gazprom-RusVelo (2022)                      |           |
| Rafael Reis              | 15. juli 1992    | Feirense (2020)                             |           |
| Pedro Silva              | 7. juli 2001     | Rádio Popular-Boavista (2021)               |           |
|                          |                  |                                             |           |
| Kilde: ProCyclingStats   |                  |                                             |           |